# HPE SGI 8600
HPE SGI 8600 - це масштабована кластерна система суперкомп'ютера з високою щільністю установки. Застосовувана в ній рідинна система охолодження забезпечує високу ефективність енергоспоживання, а також значну економію електроенергії 2 . Завдяки стандартним галузевим процесорам, технологіями внутрішньої комутації та програмному забезпеченню системи SGI 8600 забезпечують максимальну гнучкість і продуктивність. Широкий асортимент варіантів внутрішньої комутації і модулів серверів. Це унікальна архітектура поєднується з комплексним управлінням системою і послугами.

## Сучасні технології внутрішньої комутації
HPE SGI 8600 забезпечує постійну високу продуктивність завдяки використанню стандартних галузевих технологій внутрішньої комутації в кластерних рішеннях. До цього слід додати підтримку стандартного галузевого   програмного забезпечення   та тісна співпраця з постачальниками систем внутрішньої комутації.

## Особливості
Висока продуктивність у стандартному кластері промисловості
Система HPE SGI 8600 - це рідкокристалізована, на основі лотків, масштабована, кластеризована комп'ютерна система з високою щільністю, яка розроблена з нуля до виконання складних високопродуктивних обчислень (HPC) на робочих навантаженнях на петафлоп.
Обчислення вузлів доступні з процесором Intel® Xeon® Scalable Family, процесором Intel Xeon Phi ™ або масштабованою сім'єю процесора Intel Xeon з графічними процесорами NVIDIA® Tesla SXM2.
Технології Interconnect Performant у поєднанні з провідним програмним забезпеченням HPE MPI забезпечили світовий рекорд продуктивності для основних контрольних показників проходження повідомлень.
Призначена для ефективного масштабування тисяч вузлів
Система HPE SGI 8600 заснована на компактному дизайні E-Cell, що складається з до 36 лотків, 144 вузлів та 288 розширень Intel® Xeon Processor Scalable Family для стійок з інтегрованим двостороннім перемиканням, живленням та охолодженням.
Технологія інтерфейсу HPE Enhanced Hypercube забезпечує прямолінійне та ефективне масштабування без використання будь-яких зовнішніх вимикачів.
Знизити експлуатаційні витрати завдяки чутливій потужності та ефективності охолодження у поєднанні із вдосконаленим управлінням енергією, що може обмежити використання енергії на робочому місці, вузлі, стійці та на рівні системи.
Легкий у використанні та простий у керуванні
Система HPE SGI 8600 управляє галузевими стандартними операційними системами. Різні вузли можуть запускати різні операційні системи, що дозволяє широкому спектру стандартних додатків Linux працювати одночасно, щоб підтримувати різні вимоги користувачів та швидше до рішень.
Надійні інструменти управління системою можуть забезпечувати тисячі вузлів за лічені хвилини, здійснювати активне управління здоров'ям, щоб уникнути дорогих робочого простоїв від помилок пам'яті та забезпечити безперебійне масштабування систем з декількома процесорами покоління.
Оптимізована, перевірена та інтегрована екосистема програмного забезпечення на базі провідного програмного забезпечення Hewlett Packard Enterprise, комерційного програмного забезпечення та програмного забезпечення з відкритим кодом.

## Характеристики

### Продуктивність
Завдяки перевіреної архітектурі і цілого набору інноваційних рішень SGI ICE XA нам вдається забезпечити максимальну продуктивність високопродуктивної обчислювальної системи HPE SGI 8600. 3 В ній використовуються найпотужніші процесори, найшвидкодіючі модулі пам'яті, найсучасніші технології графічних процесорів, високошвидкісні топології комутації, а також адаптований інтерфейс Message Passing Interface (MPI). Система HPE SGI 8600 може масштабироваться до тисяч вузлів, а також оптимізована для глибокого навчання завдяки обчислювальним модулям NVIDIA SXM2.

### Щільність, масштабування і ефективність
Інноваційні технології охолодження і внутрішньої комутації дозволяють забезпечити неймовірний рівень щільності, масштабування і ефективності для системи HPE SGI 8600. Рідинна система охолодження забезпечує 100% відведення тепла і значну економію в порівнянні з рішеннями з повітряним охолодженням приблизно такого 
самого розміру. 

### Простота використання
Гнучкі і прості в управлінні кластери високопродуктивних обчислень включають вбудовану підтримку Linux і додатки, а також програмне забезпечення для управління системою HPE . Екосистема програмного забезпечення HPE дозволяє вирішувати найскладніші обчислювальні завдання. Розгортання тисяч вузлів в лічені хвилини

### Інтегрована архітектура корпусу
Архітектура HPE SGI 8600 забезпечує гнучку конфігурацію системи. Корпус обчислювальних модулів висотою 10,5U забезпечує харчування, охолодження, управління системою, а також комутаційну мережу максимум для 9 обчислювальних модулів з використанням інтегрованої сполучної плати.
| Сайт:                         | NASA/Ames Research Center/NAS    |
| Виробник:                     | HPE                              |
| Сердечники:                   | 78336                            |
| Пам'ять:                      | 368 640 Гб                       |
| Процесор:                     | Xeon Gold 6148 20C 2,4 ГГц       |
| З'єднання:                    | Infiniband EDR                   |
| Продуктивність                | Продуктивність                   |
| ----------------------------- | -------------------------------- |
| Linpack Performance (Rmax)    | 3 328,59 TFlop / s               |
| Теоретичний пік (Rpeak)       | 4777,57 TFlop / s                |
| Nmax                          | 5 952 000                        |
| HPCG [TFlop / s]              | 65,0                             |
| Споживання енергії            |                                  |
| Потужність                    | 979,62 кВт (представлено)        |
| Рівень вимірювання потужності | 1                                |
| Виміряні сердечники:          | 78336                            |
| Програмне забезпечення        |                                  |
| Операційна система:           | SLES12 SP2                       |
| MPI:                          | HPE Performance Suite - MPT 2.16 |